# Splendia
Splendia ou Splendia.com est un site Internet spécialisé dans la réservation d’hôtels. Le siège de la société est installé à Barcelone.

## Histoire
En 2004, Elie de Coignac et Benoît Durand créent « Maroc Selection », un site spécialisé dans la réservation de riads de luxe au Maroc.
En 2006, la société devient « Travel Selection » et réalise une levée de fonds de 1,5 million d'euros. Elle élargit alors son offre à l'international tout en demeurant positionnée sur le marché du luxe.
En 2007, le site change de nom pour « Splendia » et le chiffre d'affaires aurait atteint 26 millions d'euros cette année-là.
En 2008, Alven Capital et Omnes Capital contribuent à hauteur de 3 millions d'euros pour poursuivre l'internationalisation des activités,.
En 2011, Splendia crée son propre site de vente privées.
En 2012, des dires d'un des fondateurs, l'entreprise compte 700 000 clients et le site génère un trafic de plus d'un million de visiteurs par mois.
En 2014, une opération intitulée « Instagramers City Guides » est lancée. En échange d'un voyage de six mois payé par l'entreprise, des influenceurs (sélectionnés) postent des photos des hôtels référencés sur la plateforme, chaque publication devant être « taguée » avec le compte de Splendia. Grâce à cette opération de communication, le site internet dépasse Booking et Tripadvisor en nombre de followers.
En 2016, Voyage Privé acquiert la centrale de réservation afin de profiter de son réseau de 3500 hôtels et de cibler davantage les consommateurs avec un « fort revenu ».